# 1697
1697 је била проста година.

## Догађаји

### Септембар
- 11. септембар — Хабсбуршка војска под командом принца Еугена Савојског је поразила османслијску војску у бици код Сенте, чиме се практично завршио Велики турски рат.

## Смрти

### Јануар
- Википедија:Непознат датум — Преподобни Стефан Пиперски - хришћански светитељ и Србин.